# Derrick White
Derrick Richard White, né le 2 juillet 1994 à Parker dans le Colorado, est un joueur américain de basket-ball évoluant aux postes de meneur et arrière.

## Biographie

### Spurs de San Antonio (2017-2022)
Il est choisi en 29e position par les Spurs de San Antonio lors de la draft 2017 de la NBA. En décembre 2020, il signe une extension de contrat avec les Spurs pour 73 millions de dollars sur quatre ans.

### Celtics de Boston (depuis 2022)
Derrick White est transféré vers les Celtics de Boston le jour de la fermeture du marché des transferts le 10 février 2022 contre Josh Richardson et Romeo Langford.

## Palmarès

### Universitaire
- First-team All-All-Pac-12 (2017)
- 2× NCAA Division II All-American (2014, 2015)
- 2× First-team All-RMAC (2014, 2015)
- Freshman de l'année de la RMAC (2013)
- MVP du tournoi de la RMAC (2015)
- 6 meilleur joueur du mois de la RMAC (2025)

### NBA
- NBA All-Defensive Second Team en 2023 et 2024.
- * Champion NBA en 2024 avec les Celtics de Boston.

## Selection nationale
- Médaillé d'or aux Jeux olympiques d'été de 2024.

| Saison              | Équipe                      | Matchs | Titul. | Min./m | % Tir | % 3pts | % LF | Rbds/m. | Pass/m. | Int/m. | Ctr/m. | Pts/m. |
| ------------------- | --------------------------- | ------ | ------ | ------ | ----- | ------ | ---- | ------- | ------- | ------ | ------ | ------ |
| 2012-2013           | Colorado Springs (NCAA DII) | 24     | 24     | 29,6   | 42,6  | 34,2   | 80,8 | 3,75    | 2,12    | 1,46   | 1,04   | 16,79  |
| 2013-2014           | Colorado Springs (NCAA DII) | 28     | 28     | 30,6   | 48,0  | 28,6   | 82,6 | 6,25    | 4,18    | 1,14   | 1,50   | 22,18  |
| 2014-2015           | Colorado Springs (NCAA DII) | 33     | 33     | 32,2   | 52,9  | 33,6   | 83,8 | 7,39    | 5,18    | 2,24   | 2,06   | 25,79  |
| 2016-2017           | Colorado (NCAA DI)          | 34     | 32     | 32,8   | 50,7  | 39,6   | 81,3 | 4,09    | 4,35    | 1,24   | 1,44   | 18,09  |
| Carrière (NCAA DI)  | Carrière (NCAA DI)          | 34     | 32     | 32,8   | 50,7  | 39,6   | 81,3 | 4,09    | 4,35    | 1,24   | 1,44   | 18,09  |
| Carrière (NCAA DII) | Carrière (NCAA DII)         | 85     | 85     | 30,9   | 48,9  | 32,6   | 82,7 | 5,99    | 3,99    | 1,66   | 1,59   | 22,06  |

### Professionnelles

#### Saison régulière
| Champion NBA |

| Saison    | Équipe      | Matchs | Titul. | Min./m | % Tir | % 3pts | % LF | Rbds/m. | Pass/m. | Int/m. | Ctr/m. | Pts/m. |
| --------- | ----------- | ------ | ------ | ------ | ----- | ------ | ---- | ------- | ------- | ------ | ------ | ------ |
| 2017-2018 | San Antonio | 17     | 0      | 8,2    | 48,5  | 61,5   | 70,0 | 1,53    | 0,53    | 0,24   | 0,18   | 3,18   |
| 2018-2019 | San Antonio | 67     | 55     | 25,8   | 47,9  | 33,8   | 77,2 | 3,69    | 3,93    | 1,00   | 0,70   | 9,90   |
| 2019-2020 | San Antonio | 68     | 20     | 24,7   | 45,8  | 36,6   | 85,3 | 3,28    | 3,54    | 0,65   | 0,87   | 11,25  |
| 2020-2021 | San Antonio | 36     | 32     | 29,5   | 41,1  | 34,6   | 85,1 | 2,97    | 2,53    | 0,72   | 1,00   | 15,36  |
| 2021-2022 | San Antonio | 49     | 48     | 30,3   | 42,6  | 31,4   | 86,9 | 3,50    | 5,60    | 1,00   | 0,90   | 14,40  |
| 2021-2022 | Boston      | 26     | 4      | 27,4   | 40,9  | 30,6   | 85,3 | 3,40    | 3,50    | 0,60   | 0,60   | 11,00  |
| 2022-2023 | Boston      | 82     | 70     | 28,3   | 46,2  | 38,1   | 87,5 | 3,60    | 3,90    | 0,70   | 0,90   | 12,40  |
| 2023-2024 | Boston      | 73     | 73     | 32,6   | 46,1  | 39,6   | 90,1 | 4,20    | 5,20    | 1,00   | 1,20   | 15,20  |
| 2024-2025 | Boston      | 76     | 76     | 33,9   | 44,2  | 38,4   | 83,9 | 4,50    | 4,80    | 0,90   | 1,10   | 16,40  |
| Carrière  | Carrière    | 494    | 378    | 28,5   | 44,8  | 36,9   | 85,2 | 3,70    | 4,20    | 0,80   | 0,90   | 13,00  |

Dernière mise à jour le 12 juillet 2025

#### Playoffs
| Saison   | Équipe      | Matchs | Titul. | Min./m | % Tir | % 3pts | % LF | Rbds/m. | Pass/m. | Int/m. | Ctr/m. | Pts/m. |
| -------- | ----------- | ------ | ------ | ------ | ----- | ------ | ---- | ------- | ------- | ------ | ------ | ------ |
| 2018     | San Antonio | 3      | 0      | 6,0    | 50,0  | 50,0   | 0,0  | 0,00    | 0,33    | 0,33   | 0,67   | 2,33   |
| 2019     | San Antonio | 7      | 7      | 27,2   | 54,7  | 29,4   | 73,1 | 3,00    | 3,00    | 0,71   | 0,71   | 15,14  |
| 2022     | Boston      | 23     | 3      | 25,4   | 36,4  | 31,3   | 82,4 | 3,00    | 2,70    | 0,90   | 0,60   | 8,50   |
| 2023     | Boston      | 20     | 16     | 29,7   | 50,5  | 45,5   | 91,2 | 3,00    | 2,10    | 0,60   | 1,00   | 13,40  |
| 2024     | Boston      | 19     | 19     | 35,6   | 45,2  | 40,4   | 92,1 | 4,30    | 4,10    | 0,90   | 1,20   | 16,70  |
| 2025     | Boston      | 11     | 11     | 37,7   | 46,3  | 38,5   | 86,1 | 5,10    | 3,50    | 0,60   | 1,10   | 18,80  |
| Carrière | Carrière    | 83     | 56     | 29,9   | 45,6  | 39,2   | 85,4 | 3,50    | 2,90    | 0,80   | 0,90   | 13,30  |

Dernière mise à jour le 12 juillet 2025

## Records sur une rencontre en NBA
Les records personnels de Derrick White en NBA sont les suivants, :
| Type de statistique        | Saison régulière | Saison régulière           | Saison régulière | Playoffs | Playoffs              | Playoffs      |
| Type de statistique        | Record           | Adversaire                 | Date             | Record   | Adversaire            | Date          |
| -------------------------- | ---------------- | -------------------------- | ---------------- | -------- | --------------------- | ------------- |
| Points                     | 41               | Trail Blazers de Portland  | 5 mars 2025      | 38       | @ Heat de Miami       | 29 avril 2024 |
| Paniers marqués            | 14               | Trail Blazers de Portland  | 5 mars 2025      | 15       | 2 fois                | 2 fois        |
| Paniers tentés             | 26               | Trail Blazers de Portland  | 5 mars 2025      | 26       | @ Heat de Miami       | 29 avril 2024 |
| Paniers à 3 points réussis | 9                | Trail Blazers de Portland  | 5 mars 2025      | 8        | @ Heat de Miami       | 29 avril 2024 |
| Paniers à 3 points tentés  | 18               | @ Warriors de Golden State | 19 décembre 2023 | 16       | Knicks de New York    | 5 mai 2025    |
| Lancers francs réussis     | 10               | 2 fois                     | 2 fois           | 9        | Knicks de New York    | 13 mai 2025   |
| Lancers francs tentés      | 12               | @ Magic d'Orlando          | 24 novembre 2023 | 11       | Knicks de New York    | 13 mai 2025   |
| Rebonds offensifs          | 3                | 5 fois                     | 5 fois           | 4        | Mavericks de Dallas   | 17 juin 2024  |
| Rebonds défensifs          | 10               | 3 fois                     | 3 fois           | 10       | Knicks de New York    | 5 mai 2025    |
| Rebonds totaux             | 11               | @ Rockets de Houston       | 21 janvier 2024  | 11       | Knicks de New York    | 5 mai 2025    |
| Passes décisives           | 14               | @ Pistons de Détroit       | 1er janvier 2022 | 9        | Pacers de l'Indiana   | 21 mai 2024   |
| Interceptions              | 6                | @ Nuggets de Denver        | 28 décembre 2018 | 5        | @ Pacers de l'Indiana | 27 mai 2024   |
| Contres                    | 6                | @ Hawks d'Atlanta          | 6 mars 2019      | 4        | @ Pacers de l'Indiana | 25 mai 2024   |
| Balles perdues             | 6                | 6 fois                     | 6 fois           | 4        | 2 fois                | 2 fois        |
| Minutes jouées             | 48               | Thunder d'Oklahoma City    | 10 janvier 2019  | 42       | @ Pacers de l'Indiana | 27 mai 2024   |

- Double-double : 18 (dont 1 en playoffs)
- Triple-double : 1

Dernière mise à jour : 5 mai 2025

## Salaires
Les gains de Derrick White en NBA sont les suivants :
| Saison      | Équipe      | Salaire      |
| ----------- | ----------- | ------------ |
| 2017-2018   | Spurs       | 1 404 600 $  |
| 2018-2019   | Spurs       | 1 667 160 $  |
| 2019-2020   | Spurs       | 1 948 080 $  |
| 2020-2021   | Spurs       | 3 516 284 $  |
| 2021-2022   | Celtics     | 15 178 571 $ |
| 2022-2023   | Celtics     | 16 892 857 $ |
| 2023-2024   | Celtics     | 18 357 143 $ |
| Total Gains | Total Gains | 58 964 695 $ |
| 2024-2025   | Celtics     | 20 071 429 $ |
| 2025-2026   | Celtics     | 28 100 000 $ |
| 2026-2027   | Celtics     | 30 348 000 $ |
| 2027-2028   | Celtics     | 32 596 000 $ |
| 2028-2029   | Celtics     | 34 844 000 $ |